# John Wheatley (Politiker)

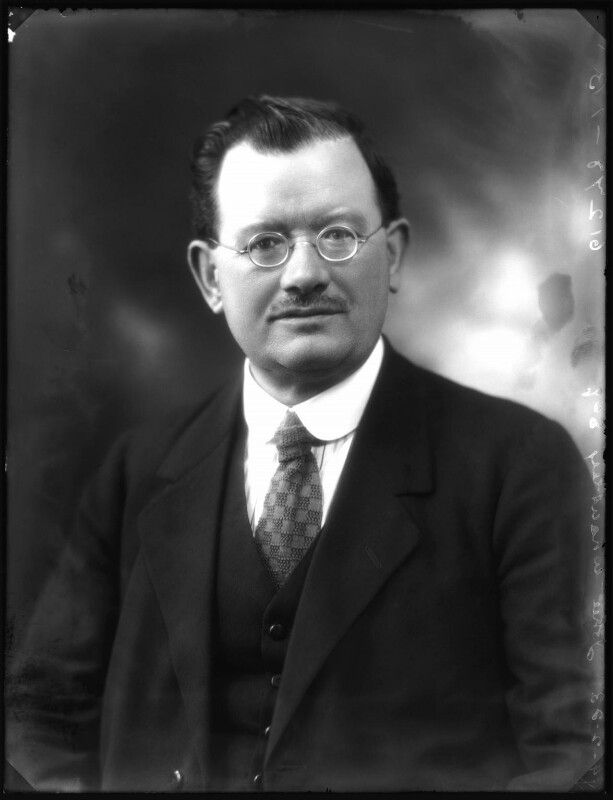
John Wheatley (1923)

John Wheatley, PC (* 19. Mai 1869 in Bunmahon, County Waterford, Irland; † 12. Mai 1930 in Shettleston, Glasgow, Schottland) war ein britischer Politiker der Labour Party, der unter anderem zwischen 1922 und seinem Tode 1930 Mitglied des Unterhauses (House of Commons) sowie vom 23. Januar bis 4. November 1924 im ersten Kabinett von Premierminister Ramsay MacDonald Gesundheitsminister war. Das nach ihm als „Wheatley Housing Act“ bezeichnete Wohnungsbaufinanzierungsgesetz war die einzige große gesetzgeberische Errungenschaft der Regierung MacDonald und der Höhepunkt ihrer sozialpolitischen Agenda, mit der der seit dem Ende des Ersten Weltkrieges zunehmende Wohnraummangel erfolgreich bekämpft werden sollte.

## Leben

### Herkunft, Bergarbeiter und Verleger

John Wheatley trat 1906 der 1893 gegründeten Independent Labour Party bei.

John Wheatley war das älteste Kind von Thomas Wheatley und Johanna Ryan, die aus der irischen Arbeiterklasse stammten. 1876 reiste die Familie nach Schottland, wo sein Vater Arbeit im expandierenden örtlichen Kohlerevier Bargeddie in der Nähe von Baillieston in Lanarkshire fand. Er wuchs dort mit seinen Eltern und sieben Brüdern und Schwestern in einer Bergarbeiterhütte mit nur einem Raum, ohne Entwässerung oder eigene Wasserversorgung. Er besuchte die St. Bridget’s Catholic Parish School in Baillieston, wo die örtliche Kirche und ihre Priester, insbesondere Peter Terken, einen starken Einfluss auf ihn ausübten. Sein ganzes Leben lang war der katholische Glaube ein Bezugspunkt für sein politisches Denken und seinen Aktivismus, zuerst in der United Irish League, dann in der Independent Labour Party (ILP). Nach dem Schulbesuch nahm er 1880 im Alter von elf Jahren wie sein Vater eine Tätigkeit als Bergmann und arbeitete bis 1893 mehr als zwölf Jahre unter Tage. Diese prägende Erfahrung beschrieb in seiner Autobiografie Mines, Miners and Misery (1908) anschaulich. Neben seiner Arbeit im Bergwerk besuchte er Abendkurse in Glasgow. Mit vierundzwanzig verließ er 1893 das Bergwerk und arbeitete als Verkäufer und in einem Wirtshaus. 1896 eröffnete er mit seinem Bruder Patrick Wheatley ein Lebensmittelgeschäft in Shettleston, ein Ortsteil am östlichen Rand von Glasgow. Das Geschäft wurde 1901 geschlossen und im folgenden Jahr sicherte sich Wheatley eine Arbeit, indem er Werbetexte für den Glasgow Observer sammelte, eine Zeitung mit starker Verbreitung unter Katholiken irischer Abstammung in West- und Zentralschottland.
1908 gründete Wheatley seinen eigenen Verlag Hoxton and Walsh. Er schloss reguläre Verträge mit der katholischen Kirche und der Labour Party ab und wechselte in die lokale Zeitungsproduktion, was ihm ein komfortables Einkommen sicherte und seinen Kindern eine Ausbildung an kostenpflichtigen katholischen Schulen ermöglichen konnte. Neben dieser beruflichen Tätigkeit engagierte er sich als Organisator und Redner in der United Irish League, die versuchte, die Einwanderergemeinschaft in Schottland für die Sache der Home Rule, der Selbstverwaltung, zu mobilisieren. Er wurde zunehmend vom Sozialismus geprägt und trat 1906 der Independent Labour Party bei und kandidierte für diese 1907 erfolglos als Kandidat für den Gemeinderat. Im November 1906 gründete er die Katholische Sozialistische Gesellschaft (Catholic Socialist Society), um irische Stimmen für die Sache der Arbeiter zu gewinnen und eine Synthese zwischen der neueren katholischen Soziallehre und der Arbeiterpolitik zu entwickeln. Seine aktive Rolle in der Gesellschaft führte ihn zu einigen polemischen Auseinandersetzungen mit dem örtlichen Klerus, aber das Erzbistum Glasgow ergriff wegen seiner politischen Ansichten keine Maßnahmen gegen ihn.

### Kommunalpolitiker in Glasgow und erfolglose Unterhauskandidatur 1918

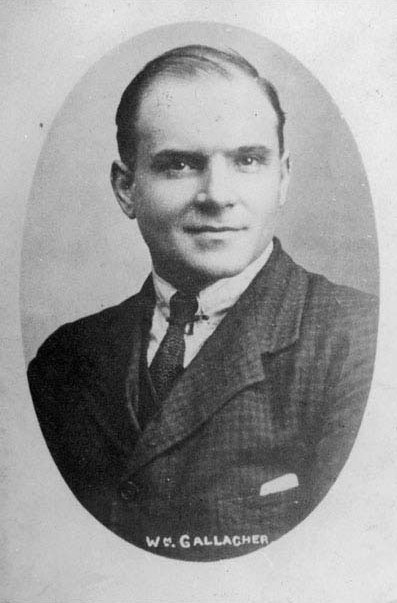
Wheatley arbeitete eng mit dem Clyde Workers’ Committee (CWC) unter dem Vorsitz von Willie Gallacher zusammen.

1910 wurde Wheatley im Wahlbezirk Shettleston mit knapper Mehrheit zum Mitglied des Lanarkshire County Council gewählt, des Rates der Grafschaft Lanarkshire, und konnten diesen Sitz 1912 für die Labour Party verteidigen, als Shettleston in Glasgow eingemeindet wurde. Als Mitglied des Stadtrates engagierte er sich insbesondere für den Wohnungsbau und setzte sich für Initiativen des Rates ein, Häuser zu bauen, die zu fairen Mieten an Mieter aus der Arbeiterklasse vermietet werden. Er hatte sich bereits von der Politik des irischen Nationalismus verabschiedet, war aber noch nicht zum zentralistischen Glauben an den britischen Staat als Instrument des sozialen Fortschritts konvertiert. Er vertrat die Ansicht, dass ein effektives kommunales Handeln der Sozialisten die Rolle des Staates sogar überflüssig machen könnte. Im August 1914 war er einer von nur zwei der neunzehn Glasgower Stadträte der Arbeiterpartei, die sich gegen die britische Kriegserklärung gegen das Deutsche Kaiserreich aussprachen. Ferner unterstützte er die Gründung einer Glasgower Niederlassung der Interessenvertretung Union of Democratic Control (UDC), die sich für einen Verhandlungsfrieden einsetzte. Patriotismus der Arbeiterklasse war etwas, was er nie verspottete, aber er kämpfte hart, um zu verhindern, dass er von Profiteuren und Großgrundbesitzern während des Krieges ausgenutzt wurde. 1915 übernahm er eine wichtige Rolle in einem von einer Frauengruppe um Mary Barbour, Mary Burns Laird, Helen Crawfurd, Agnes Dollan und Mary Jeff organisierten Mietstreik (rent strike) in Glasgow, der die Entscheidung der Regierung beeinflusste, ein Mietbeschränkungsgesetz (Rent Restriction Act, 1915) einzuführen.
Wheatley lehnte auch die Wehrpflicht ab und arbeitete eng mit dem Clyde Workers’ Committee (CWC) zusammen, welcher Betriebsräte aus Maschinenbau- und Munitionsfabriken im Raum Glasgow vertrat. Als einige seiner militantesten Mitglieder Anfang 1916 verhaftet wurden, war er es, dem die Gelder des Komitees anvertraut wurden. Einer dieser Aktivisten und Vorsitzende des CWC, Willie Gallacher, würdigte später Wheatleys Unterstützung in dessen Memoiren von Revolt on the Clyde (1936). Gallacher und andere erinnerten sich später an ihn als eine bebrillte, elegant gekleidete und zunehmend korpulente Figur, wohlwollend in der Art, aber mit einem scharfen forensischen Verstand und einem prägnanten Sprechstil. Im Glasgower Stadtrat (Glasgow Council) war Wheatley bis 1918 Vorsitzender der Labour-Fraktion sowie auch Vorsitzender der Schottische Wohnungsgesellschaft (Scottish Housing Association). Bei der Unterhauswahl am 14. Dezember 1918 kandidierte er im Wahlkreis Glasgow Shettleston für ein Mandat im Unterhaus, scheiterte aber mit nur zweiundsiebzig Stimmen für den Einzug ins Parlament. Er war am sogenannten „Roten Freitag“ (Red Friday), dem 31. Januar 1919, auf dem George Square in Glasgow anwesend, als streikende Ingenieurarbeiter von der berittenen Polizei angegriffen wurden, und half nach der Anklage bei der Organisation der Rechtsverteidigung für einige der Verhafteten.

### Unterhausabgeordneter und Gesundheitsminister 1924

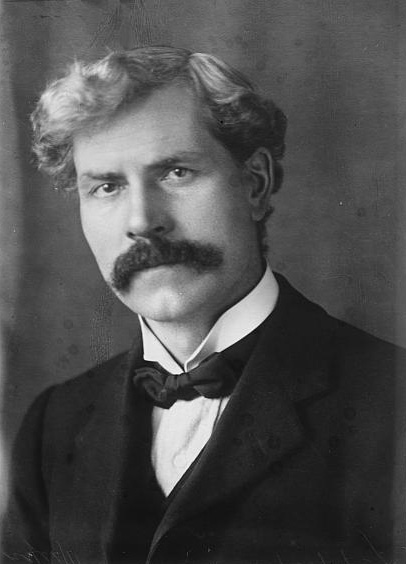
Im ersten Kabinett von Premierminister Ramsay MacDonald war Wheatley 1924 Gesundheitsminister.

Bei der Unterhauswahl am 15. November 1922 wurde John Wheatley im Wahlkreis Glasgow Shettleston für die Labour Party erstmals zum Mitglied des Unterhauses (House of Commons) gewählt und bei den darauffolgenden Unterhauswahlen am 6. Dezember 1923, 9. Oktober 1924 und am 30. Mai 1929 jeweils wiedergewählt, so dass er dem Unterhaushaus bis zu seinem Tode am 12. Mai 1930 angehörte. Als Abgeordneter war er erbitterten persönlichen Angriffen konservativer Gegner ausgesetzt, was ihn dazu veranlasste, zwei von ihnen 1927 erfolglos wegen Vorwürfen über seine geschäftlichen Angelegenheiten zu verklagen. Nach seinem Eintritt ins Parlament unterstützte er die Konfrontationstaktik der Clydeside-Gruppe von Labour-Mitgliedern wie David Kirkwood sowie James Maxton und wurde im Juni 1923 von der Mitgliedschaft im Unterhaus suspendiert.
Seine beeindruckenden Fähigkeiten in der Debatte sicherten ihm einen Platz in der ersten Labour-Minderheitsregierung. Als Ramsay MacDonald als Premierminister am 23. Januar 1924 sein erstes Kabinett bildete wurde Wheatley zum Gesundheitsminister (Minister of Health) berufen und bekleidete das Amt bis zum Ende von MacDonalds Amtszeit am 4. November 1924. Zugleich wurde er am 23. Januar 1924 auch zum Mitglied des Geheimen Kronrates (Privy Council) berufen.
Innerhalb weniger Wochen wurde, stand er als Gesundheitsminister im Mittelpunkt einer großen Kontroverse, in der er linkssozialistische Rebellen in Poplar im Londoner East End unterstützte, die den Bedürftigen durch das örtliche Gremium der Armenwächter (board of poor-law guardians) maximale Leistungen auszahlen wollten. Er überlebte politische Kontroversen anderer Art, als er, obwohl er von Verfechtern der Empfängnisverhütung um den Schriftsteller H. G. Wells am 9. Mai 1924 hart bedrängt wurde, es ablehnte, die Verhütungsberatung durch die Gesundheitsbehörden zu genehmigen. Dies war der einzige Fall in seiner Karriere, in dem der katholische Kirchenunterricht der entscheidende Faktor für eine politische Entscheidung war, die er traf.

### Das Wohnungsbaufinanzierungsgesetz(Wheatley Housing Act)1924 und Nachwirkungen

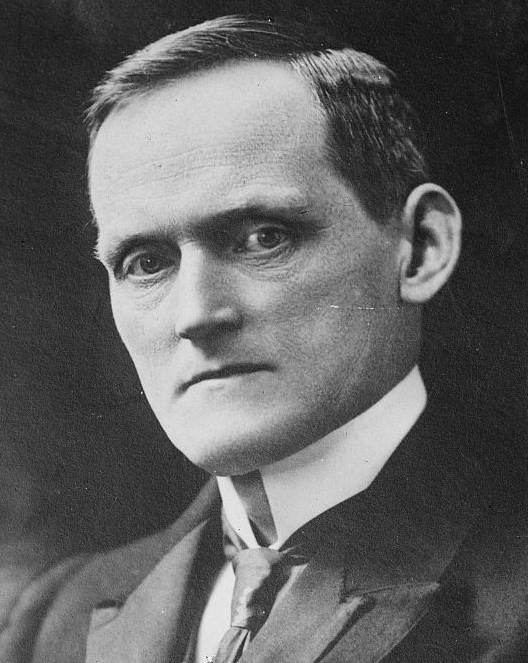
Die finanziellen Auswirkungen des Wheatley-Wohnungsbaugesetzes wurden von Schatzkanzler Philip Snowden kritisch gesehen.

Wheatleys Wohnungsbaufinanzierungsgesetz (Housing (Financial Provisions) Act) war die einzige große gesetzgeberische Errungenschaft der Regierung von MacDonald und der Höhepunkt ihrer sozialpolitischen Agenda, mit der der seit dem Ende des Ersten Weltkriegs zunehmende Wohnraummangel erfolgreich bekämpft werden sollte.
Das Gesetz erhöhte die staatlichen Subventionen, die an lokale Behörden gezahlt werden müssen, um kommunale Mietwohnungen für Geringverdiener zu bauen, von 6 £ auf 9 £. Außerdem wurde die Laufzeit der Subventionen von 20 auf 40 Jahre verlängert. Im Rahmen dieses Gesetzes wurden rund 508.000 Häuser gebaut. Bis zur Aufhebung der Subventionsbestimmungen durch das vierte Kabinett MacDonald, die sogenannte „zweite Nationalregierung“, im Jahr 1934 wurde ein beträchtlicher Teil aller Mietwohnungen der Kommunalverwaltungen in Großbritannien unter diesen gesetzlichen Bedingungen gebaut, und sechzig Jahre später gab es in Schottland immer noch Menschen, die von Wheatley-Häusern sprachen. Das Gesetz war komplex und vereinte Gewerkschaften, Bauunternehmen und lokale Behörden in einem Programm zur Bekämpfung der Wohnungsnot, das von der Zentralregierung finanziert wurde, sofern die durch das Gesetz festgelegten Baustandards eingehalten wurden. Das Gesetz hat wenig zur eigentlichen Slumräumung beigetragen, aber es hat Wheatleys Ruf enorm verbessert, trotz des Verlusts einer Begleitmaßnahme, des Baumaterialgesetzes (Building Materials Bill), das der Zentralregierung eine breite Palette von Kontrollen über die Lieferung von Baumaterialien an Kommunalverwaltungen gegeben hätte, die das Wohnungsgesetz durchführen.
Wheatley war sich bewusst, wie die finanziellen Auswirkungen seiner Gesetzgebung im Finanzministerium den orthodoxen Schatzkanzler Philip Snowden alarmiert hatten. Nachdem er aus dem Amt ausgeschieden war, bewegte er sich schnell in eine Position der Opposition gegen das, was er als schwache sozialistische Zielsetzung der Labour-Führung ansah. Er trat für die Unterkonsumtionstheorie von John Atkinson Hobson ein und plädierte für Initiativen zur Wiederbelebung der Verbrauchernachfrage als Mittel zur Bekämpfung der Arbeitslosigkeit. Dies brachte ihm die Bewunderung des jungen Oswald Mosley ein, obwohl sie sich über die Besteuerung als Instrument der Einkommensumverteilung, die Wheatley unterstützte, nicht einig waren. Was er als „britischen Weg zum Sozialismus“ (‚British Road to Socialism‘) betrachtete, erforderte einen starken Staat, der Preise, Gewinne, Löhne und Importe kontrollierte, um eine verjüngte Wirtschaft als eine einzige nationale Werkstatt zu führen.

### Oppositionsjahre 1924 bis 1930 und Tod

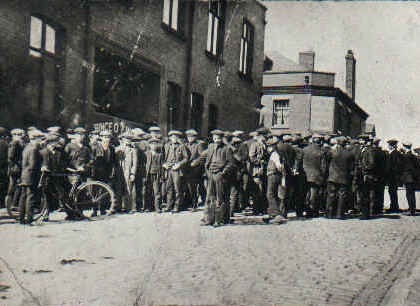
Wheatley war ein leidenschaftlicher Unterstützer der Bergarbeiter während des Generalstreiks 1926.

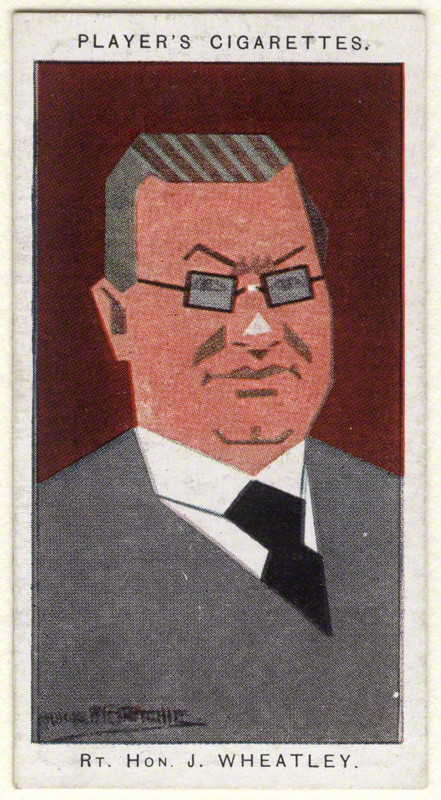
Karikatur von John Wheatley auf einer Zigarettenkarte (1926)

Wheatleys leidenschaftliches Eintreten für die Sache der Bergarbeiter beim Generalstreik vom 4. bis 12. Mai 1926 und der anschließenden langwierigen Aussperrung in den Kohlenrevieren sowie seine Identifikation mit dem entschieden antikapitalistischen Manifest Our Case for a Socialist Revival von A. J. Cook und James Maxton vom Juni 1928 machten es unvermeidlich, dass er innerhalb Labour-Fraktion im Unterhaus nur nach als Hinterbänkler (Backbencher) bleiben würde.
Die Bildung einer zweiten Labour-Regierung durch Premierminister MacDonald am 4. Juni 1929 vergrößerte die Distanz zwischen ihm und seinen Parteiführern weiter. Er hatte seine Ablehnung der Idee einer weiteren Minderheitsregierung deutlich gemacht und wurde nicht eingeladen, darin noch einmal ein Ministeramt zu übernehmen. Zu diesem Zeitpunkt hatten seine Gegner innerhalb der Independent Labour Party im schottischen Divisional Council starke Mehrheiten gegen ihn aufgebaut. Auf der schottischen Konferenz der Partei im Januar 1930 wurde Wheatley für seine Angriffe auf die Regierung scharf kritisiert. Obwohl er immer noch scharf schrieb und sprach, um seine Ansichten zu verteidigen und die Regierung MacDonald zu kritisieren, nahm sein Einfluss auf die Ereignisse ab, obwohl die Independent Labour Party als britische Partei immer noch seine grundlegende linke Position unterstützte.
Politisch verkörpert die Karriere von John Wheatley die Konvergenz des irischen Einwanderernationalismus mit den Bestrebungen einer schottischen Arbeiterklasse, die sich ihren Weg zur Unterstützung einer unabhängigen politischen Arbeiterbewegung suchte. Zunächst war dies eine Bewegung, die sich mit der schottischen Selbstverwaltung identifizierte, die auch Wheatley unterstützte, bis er in seinen letzten Lebensjahren davon überzeugt war, dass der beste Weg zum Sozialismus darin bestand, innerhalb des bestehenden britischen Staates zu arbeiten. Seine Arbeit als Kommunikator und Propagandist hatte ihn unabhängig von der Rolle, die er auf der Bühne von Whitehall, der Regierung, und dem Palace of Westminster, dem Parlament, spielte, zu einer bedeutenden Persönlichkeit gemacht. Seine Leistung dort war groß, auch wenn sein Leben kurz vor der politischen Isolation beendete. Obwohl er nicht über das Charisma von James Maxton oder John Maclean verfügte, hatte er Qualitäten, von denen einige glaubten, dass er das Zeug zu einem alternativen Führer zu MacDonald machte.
Wheatleys Gesundheit war in seinen letzten Lebensjahren stark angegriffen und er starb am 12. Mai 1930 in seinem Haus, Braehead House, Sandyhills Road, Shettleston, an einer Hirnblutung. Seine Beerdigung auf dem Dalbeth-Friedhof in Glasgow war die größte politische Beerdigung, die die Stadt seit der des revolutionären Marxisten John Maclean im Jahr 1924 gesehen hatte. Sie fand am 15. Mai 1930 statt und alle politischen Parteien waren vertreten. Er hinterließ eine beträchtliche Summe sowie eine finanzielle Mehrheitsbeteiligung an dem Verlag Hoxton und Walsh. Aus seiner am 9. Juni 1896 geschlossenen Ehe Mary Meechan (auch Machan oder Meighan; * 1871 oder 1872), eine Hausangestellte und Tochter des irischen Eisenbahnvorarbeiters Bernard Meechan ging ein Sohn hervor. Er wurde von seiner Frau, seinem Sohn und seiner Tochter überlebt. Der Sohn John Wheatley studierte zunächst Medizin und qualifizierte sich dann in Rechtswissenschaften, bevor er in das Familienunternehmen eintrat. Die Tochter Elizabeth Wheatley wurde Ärztin und hatte eine erfolgreiche Karriere in England als medizinische Beraterin in Schulen, zuerst in Burnley, Lancashire, und später in London.
Die Wheatley Housing Group, Schottlands größtes registriertes Sozialvermietungsunternehmen, und das John Wheatley College (heute Glasgow Kelvin College) in Glasgow sind nach ihm benannt. Sein Neffe John Thomas Wheatley wurde 1947 Labour-Abgeordneter für den Wahlkreis Edinburgh East und Lord Advocate sowie 1970 als Baron Wheatley, of Shettleston in the County of the City of Glasgow, in den Adelsstand erhoben.

## Veröffentlichungen
- How the Miners Were Robbed (1907)[11]
- Mines, Miners and Misery (1908)
- The Catholic Workingman (1909)
- Eight Pound Cottages for Glasgow Citizens (1913)
- Municipal Banking (1920)
- The New Rent Act (1920)

## Hintergrundliteratur
- E. Wertheimer: Portrait of the labour party (1929)
- W. Gallacher: Revolt on the Clyde. An autobiography (1936)
- R. K. Middlemas: The Clydesiders. A left-wing struggle for parliamentary power (1965)
- R. E. Dowse: Left in the centre. The independent labour party, 1893–1940 (1966)
- D. Russell: The tamarisk tree, 3 Bände (1975–1985)
- I. McLean: The legend of red Clydeside (1983)
- J. Melling: Rent strikes. People’s struggle for housing in west Scotland, 1890–1916 (1983)
- W. Knox (Herausgeber): Scottish labour leaders, 1918–39. A biographical dictionary (1984)
- G. Brown: Maxton (1986)
- David Howell: A lost left: three studies in socialism and nationalism (1986)
- I. G. C. Hutchison: A political history of Scotland, 1832–1924 (1986)
- T. Gallagher: Glasgow, the uneasy peace. Religious tension in modern Scotland (1987)
- Gerry C. Gunnin: John Wheatley, Catholic socialism, and Irish labour in the west of Scotland, 1906–1924 (1987)
- J. Hannan: The life of John Wheatley (1988)
- I. Donnachie, C. Harvie, I. S. Wood: Forward! Labour politics in Scotland, 1888–1988 (1989)
- I. S. Wood: John Wheatley (1990)
- A. McKinlay, R. J. Morris, (Herausgeber): The ILP on Clydeside, 1893–1932. From foundation to disintegration (1991)
- J. J. Smyth: Labour in Glasgow, 1896–1936. Scialism, suffrage, sectarianism (2000)